# Welsh League Cup 2018-2019
La Welsh League Cup 2018-19 è stata la 27ª edizione di questo torneo che è iniziato il 28 agosto 2018 ed è terminato il 19 gennaio 2019 con la finale. Il Cardiff Metropolitan University ha vinto il trofeo per la prima volta nella sua storia.

## Primo turno
| Squadra 1            | Risultato       | Squadra 2           |
| -------------------- | --------------- | ------------------- |
| 28 agosto 2018       |                 |                     |
| Bala Town            | 3 − 0           | Guilsfield          |
| Bangor City          | 0 − 1           | Llandudno           |
| Cambrian & Clydach   | 0 − 0 (3-1 dtr) | Barry Town          |
| Carmarthen Town      | 5 − 0           | Goytre              |
| Denbigh Town         | 2 − 3           | Prestatyn Town      |
| Cefn Druids          | 3 − 4 (dts)     | Airbus UK Broughton |
| Flint Town Utd       | 3 − 2 (dts)     | Holywell Town       |
| Goytre Utd           | 3 − 1           | Afan Lido           |
| Haverfordwest County | 3 − 0           | Llanelli Town       |
| Penybont             | 3 − 1           | Ton Pentre          |
| Rhyl                 | 4 − 2           | Caernarfon Town     |
| Welshpool Town       | 1 − 3           | Aberystwyth Town    |

## Secondo turno
| Squadra 1                       | Risultato | Squadra 2           |
| ------------------------------- | --------- | ------------------- |
| 25 settembre 2018               |           |                     |
| Cambrian & Clydach              | 3 − 1     | Aberystwyth Town    |
| Cardiff Metropolitan University | 3 − 1     | Carmarthen Town     |
| Haverfordwest County            | 6 − 2     | Goytre Utd          |
| Newtown                         | 1 − 0     | Penybont            |
| 2 ottobre 2018                  |           |                     |
| Connah's Q.N.                   | 5 − 1     | Airbus UK Broughton |
| Flint Town Utd                  | 1 − 6     | Bala Town           |
| Rhyl                            | 3 − 5     | Llandudno           |
| 3 ottobre 2018                  |           |                     |
| Prestatyn Town                  | 0 − 5     | The New Saints      |

## Terzo turno
| Squadra 1                       | Risultato | Squadra 2            |
| ------------------------------- | --------- | -------------------- |
| 30 ottobre 2018                 |           |                      |
| Bala Town                       | 0 − 1     | Connah's Q.N.        |
| Cambrian & Clydach              | 1 − 0     | Newtown              |
| Cardiff Metropolitan University | 6 − 0     | Haverfordwest County |
| Llandudno                       | 0 − 5     | The New Saints       |

## Semifinali
| Squadra 1          | Risultato   | Squadra 2                       |
| ------------------ | ----------- | ------------------------------- |
| 23 novembre 2018   |             |                                 |
| Cambrian & Clydach | 2 − 1 (dts) | The New Saints                  |
| 24 novembre 2018   |             |                                 |
| Connah's Q.N.      | 0 − 1       | Cardiff Metropolitan University |

## Finale
| Arbitro: | Rob Jenkins |

|                    |           |  |
| Roscrow 40’, 90+4’ | Marcatori |  |